# Euspondylus guentheri
Euspondylus guentheri — вид ящірок родини гімнофтальмових (Gymnophthalmidae). Мешкає в Еквадорі. Вид названий на честь німецько-британського зоолога Альберта Гюнтера.

## Опис
Самці Euspondylus guentheri сягають 25 см, самиці 23 см. Вони мають блідо-коричневе забарвлення, поцятковане чорними смугами і плямами, забарвлення молодих особин більш жовтувате.

## Поширення і екологія
Euspondylus guentheri мешкають в еквадорських провінціях Морона-Сантьяго і Пастаса, а також, за деякими свідченнями, спостерігалися на півночі Перу. Вони живуть у вологих рівнинних тропічних лісах. Зустрічаються переважно на висоті від 290 до 420 м над рівнем моря.